# 7.ª etapa de la Vuelta a España 2023
La 7.ª etapa de la Vuelta a España 2023 tuvo lugar el 1 de septiembre de 2023 con inicio en Utiel y final en Oliva, sobre un recorrido de 200,8 km. Tercer final al sprint de la edición, el francés Geoffrey Soupe del TotalEnergies logró la victoria y el francés Lenny Martinez del Groupama-FDJ mantuvo el liderato.

## Clasificación de la etapa[2]
| Utiel - Oliva | etapa llana | (200,8 km) |

| \| Clasificación de la etapa \| Clasificación de la etapa \| Clasificación de la etapa \| Clasificación de la etapa \| Clasificación de la etapa \| \| Ciclista \| Ciclista \| Equipo \| Tiempo \| \| \| ------------------------- \| ------------------------- \| ------------------------- \| ------------------------- \| ------------------------- \| \| 1.º \| Geoffrey Soupe \| TotalEnergies \| 4 h 56 min 29 s \| \| \| 2.º \| Orluis Aular \| Caja Rural-Seguros RGA \| + 0 s \| \| \| 3.º \| Edward Theuns \| Lidl-Trek \| + 0 s \| \| \| 4.º \| Juan Sebastián Molano \| UAE Team Emirates \| + 0 s \| \| \| 5.º \| Kaden Groves \| Alpecin-Deceuninck \| + 0 s \| \| \| 6.º \| Marijn van den Berg \| EF Education-EasyPost \| + 0 s \| \| \| 7.º \| David González López \| Caja Rural-Seguros RGA \| + 0 s \| \| \| 8.º \| Hugo Page \| Intermarché-Circus-Wanty \| + 0 s \| \| \| 9.º \| Filippo Ganna \| Ineos Grenadiers \| + 0 s \| \| \| 10.º \| Matevž Govekar \| Bahrain Victorious \| + 0 s \| \| |                       |                          |                 |
| |                       |                          |                 |
| Fuente: ProCyclingStats |                       |                          |                 |
| Clasificación de la etapa |                       |                          |                 |
| Ciclista | Ciclista              | Equipo                   | Tiempo          |
| 1.º | Geoffrey Soupe        | TotalEnergies            | 4 h 56 min 29 s |
| 2.º | Orluis Aular          | Caja Rural-Seguros RGA   | + 0 s           |
| 3.º | Edward Theuns         | Lidl-Trek                | + 0 s           |
| 4.º | Juan Sebastián Molano | UAE Team Emirates        | + 0 s           |
| 5.º | Kaden Groves          | Alpecin-Deceuninck       | + 0 s           |
| 6.º | Marijn van den Berg   | EF Education-EasyPost    | + 0 s           |
| 7.º | David González López  | Caja Rural-Seguros RGA   | + 0 s           |
| 8.º | Hugo Page             | Intermarché-Circus-Wanty | + 0 s           |
| 9.º | Filippo Ganna         | Ineos Grenadiers         | + 0 s           |
| 10.º | Matevž Govekar        | Bahrain Victorious       | + 0 s           |

## Clasificaciones al final de la etapa

### Clasificación general[3]
| \| Clasificación general \| Clasificación general \| Clasificación general \| Clasificación general \| Clasificación general \| \| Ciclista \| Ciclista \| Equipo \| Tiempo \| \| \| --------------------- \| --------------------- \| ---------------------- \| --------------------- \| --------------------- \| \| 1.º \| Lenny Martinez \| Groupama-FDJ \| 26 h 37 min 04 s \| \| \| 2.º \| Sepp Kuss \| Jumbo-Visma \| + 8 s \| \| \| 3.º \| Marc Soler \| UAE Team Emirates \| + 51 s \| \| \| 4.º \| Wout Poels \| Bahrain Victorious \| + 1 min 41 s \| \| \| 5.º \| Steff Cras \| TotalEnergies \| + 1 min 48 s \| \| \| 6.º \| Mikel Landa \| Bahrain Victorious \| + 1 min 58 s \| \| \| 7.º \| David de la Cruz \| Astana Qazaqstan Team \| + 2 min 23 s \| \| \| 8.º \| Jefferson Cepeda \| Caja Rural-Seguros RGA \| + 2 min 30 s \| \| \| 9.º \| Remco Evenepoel \| Soudal Quick-Step \| + 2 min 47 s \| \| \| 10.º \| Jonas Vingegaard \| Jumbo-Visma \| + 2 min 50 s \| \| |                  |                        |                  |
| |                  |                        |                  |
| Fuente: ProCyclingStats |                  |                        |                  |
| Clasificación general |                  |                        |                  |
| Ciclista | Ciclista         | Equipo                 | Tiempo           |
| 1.º | Lenny Martinez   | Groupama-FDJ           | 26 h 37 min 04 s |
| 2.º | Sepp Kuss        | Jumbo-Visma            | + 8 s            |
| 3.º | Marc Soler       | UAE Team Emirates      | + 51 s           |
| 4.º | Wout Poels       | Bahrain Victorious     | + 1 min 41 s     |
| 5.º | Steff Cras       | TotalEnergies          | + 1 min 48 s     |
| 6.º | Mikel Landa      | Bahrain Victorious     | + 1 min 58 s     |
| 7.º | David de la Cruz | Astana Qazaqstan Team  | + 2 min 23 s     |
| 8.º | Jefferson Cepeda | Caja Rural-Seguros RGA | + 2 min 30 s     |
| 9.º | Remco Evenepoel  | Soudal Quick-Step      | + 2 min 47 s     |
| 10.º | Jonas Vingegaard | Jumbo-Visma            | + 2 min 50 s     |

### Clasificación por puntos[4]
| Clasificación por puntos | Clasificación por puntos | Clasificación por puntos | Clasificación por puntos | Clasificación por puntos |
| Ciclista                 | Ciclista                 | Equipo                   | Puntos                   |                          |
| ------------------------ | ------------------------ | ------------------------ | ------------------------ | ------------------------ |
| 1.º                      | Kaden Groves             | Alpecin-Deceuninck       | 158 pts                  |                          |
| 2.º                      | Andrea Vendrame          | AG2R Citroën Team        | 66 pts                   |                          |
| 3.º                      | Geoffrey Soupe           | TotalEnergies            | 61 pts                   |                          |
| 4.º                      | Marijn van den Berg      | EF Education-EasyPost    | 57 pts                   |                          |
| 5.º                      | Edward Theuns            | Lidl-Trek                | 55 pts                   |                          |
| 6.º                      | Marc Soler               | UAE Team Emirates        | 52 pts                   |                          |
| 7.º                      | Juan Sebastián Molano    | UAE Team Emirates        | 48 pts                   |                          |
| 8.º                      | Orluis Aular             | Caja Rural-Seguros RGA   | 47 pts                   |                          |
| 9.º                      | Remco Evenepoel          | Soudal Quick-Step        | 45 pts                   |                          |
| 10.º                     | Andreas Kron             | Lotto Dstny              | 45 pts                   |                          |

### Clasificación de la montaña[5]
| Clasificación de la montaña | Clasificación de la montaña | Clasificación de la montaña | Clasificación de la montaña | Clasificación de la montaña |
| Ciclista                    | Ciclista                    | Equipo                      | Puntos                      |                             |
| --------------------------- | --------------------------- | --------------------------- | --------------------------- | --------------------------- |
| 1.º                         | Eduardo Sepúlveda           | Lotto Dstny                 | 21 pts                      |                             |
| 2.º                         | Sepp Kuss                   | Jumbo-Visma                 | 10 pts                      |                             |
| 3.º                         | Remco Evenepoel             | Soudal Quick-Step           | 10 pts                      |                             |
| 4.º                         | Matteo Sobrero              | Team Jayco AlUla            | 6 pts                       |                             |
| 5.º                         | Javier Romo                 | Astana Qazaqstan Team       | 6 pts                       |                             |
| 6.º                         | Lenny Martinez              | Groupama-FDJ                | 6 pts                       |                             |
| 7.º                         | Jonas Vingegaard            | Jumbo-Visma                 | 6 pts                       |                             |
| 8.º                         | Damiano Caruso              | Bahrain Victorious          | 6 pts                       |                             |
| 9.º                         | Marc Soler                  | UAE Team Emirates           | 5 pts                       |                             |
| 10.º                        | Jesús Herrada               | Cofidis                     | 4 pts                       |                             |

### Clasificación de los jóvenes[6]
| Clasificación del mejor joven | Clasificación del mejor joven | Clasificación del mejor joven | Clasificación del mejor joven | Clasificación del mejor joven |
| Ciclista                      | Ciclista                      | Equipo                        | Tiempo                        |                               |
| ----------------------------- | ----------------------------- | ----------------------------- | ----------------------------- | ----------------------------- |
| 1.º                           | Lenny Martinez                | Groupama-FDJ                  | 26 h 37 min 04 s              |                               |
| 2.º                           | Remco Evenepoel               | Soudal Quick-Step             | + 2 min 47 s                  |                               |
| 3.º                           | Juan Ayuso                    | UAE Team Emirates             | + 3 min 06 s                  |                               |
| 4.º                           | Cian Uijtdebroeks             | Bora-Hansgrohe                | + 3 min 08 s                  |                               |
| 5.º                           | João Almeida                  | UAE Team Emirates             | + 3 min 17 s                  |                               |
| 6.º                           | Einer Rubio                   | Movistar Team                 | + 3 min 22 s                  |                               |
| 7.º                           | Santiago Buitrago             | Bahrain Victorious            | + 3 min 58 s                  |                               |
| 8.º                           | Attila Valter                 | Jumbo-Visma                   | + 6 min 24 s                  |                               |
| 9.º                           | Sean Quinn                    | EF Education-EasyPost         | + 14 min 00 s                 |                               |
| 10.º                          | Max Poole                     | Team DSM-Firmenich            | + 14 min 51 s                 |                               |

### Clasificación por equipos[7]
| Clasificación por equipos | Clasificación por equipos | Clasificación por equipos | Clasificación por equipos |
| Equipo                    | Equipo                    | Tiempo                    |                           |
| ------------------------- | ------------------------- | ------------------------- | ------------------------- |
| 1.º                       | Bahrain Victorious        | 79 h 21 min 07 s          |                           |
| 2.º                       | Jumbo-Visma               | + 3 s                     |                           |
| 3.º                       | UAE Team Emirates         | + 1 min 15 s              |                           |
| 4.º                       | Bora-Hansgrohe            | + 4 min 04 s              |                           |
| 5.º                       | Ineos Grenadiers          | + 10 min 15 s             |                           |
| 6.º                       | Movistar Team             | + 15 min 35 s             |                           |
| 7.º                       | Soudal Quick-Step         | + 23 min 34 s             |                           |
| 8.º                       | Caja Rural-Seguros RGA    | + 25 min 47 s             |                           |
| 9.º                       | EF Education-EasyPost     | + 26 min 22 s             |                           |
| 10.º                      | Groupama-FDJ              | + 31 min 30 s             |                           |

## Abandonos
- Thymen Arensman se retiró como consecuencia de una caída.